# Luleå garnison
Luleå garnison är en garnison inom svenska Försvarsmakten som verkat i olika former sedan 1914. Garnisonen är belägen i Kallax i södra delen av Luleå, Norrbottens län.

## Historik
Genom 1914 års försvarsbeslut skulle det svenska kustförsvaret utgöras av fem fästningar samt en kustposition, vilket var en utökning av organisationen. Hemsö fästning, skulle anläggas vid Ångermanälvens mynning, samt Luleå kustposition som skulle anordnas som en spärr vid inloppet till Luleå. Luleå kustposition kom dock aldrig att färdigställas, utan kom enbart att bestå av ett fåtal batterier. Genom försvarsbeslutet 1925 beslutades att kustposition skulle avvecklas och upplösas. Under 1940-talet kom två nya förband till staden, Norrbottens flygbaskår och Luleå luftvärnskår.

## Bergnäset
I Kallax företagsstad korsningen Maskinvägen/Upplagsvägen i Bergnäset uppfördes en fastighet under senare delen av 1900-talet, vilken bland annat använts av Norra underhållsregementet och senare Försvarsmaktens logistik.

## Kallax
Garnisonen tillkom genom försvarsbeslutet 1942, då det beslutades om ett uppförande av två kasernområden i staden. På Kallaxheden anlades ett flottiljområde med ett 90-tal byggnader. Flottiljsområdet uppfördes efter 1940 års militära byggnadsutrednings fastställda typritningar, och fick den att se likadan ut som övriga flottiljsområden som uppfördes samma tidsperiod. Till en början var Norrbottens flygbaskår (F 21) organiserad för spaning. Men i början av 1960-talet tillfördes kåren en jaktdivision från Kalmar flygflottilj (F 12), och kom med det att ombildas till flottilj. Flottiljen är Sveriges nordligaste förband inom Flygvapnet, och sedan 2004 en av Sveriges tre flygflottiljer. I samband med försvarsbeslutet 2004 avvecklades Försvarsmaktens helikopterverksamt vid Bodens helikopterflygplats i Boden, och Norrlands helikopterskvadron kom istället att samlokaliseras med F 21 i Luleå.

## Kronan

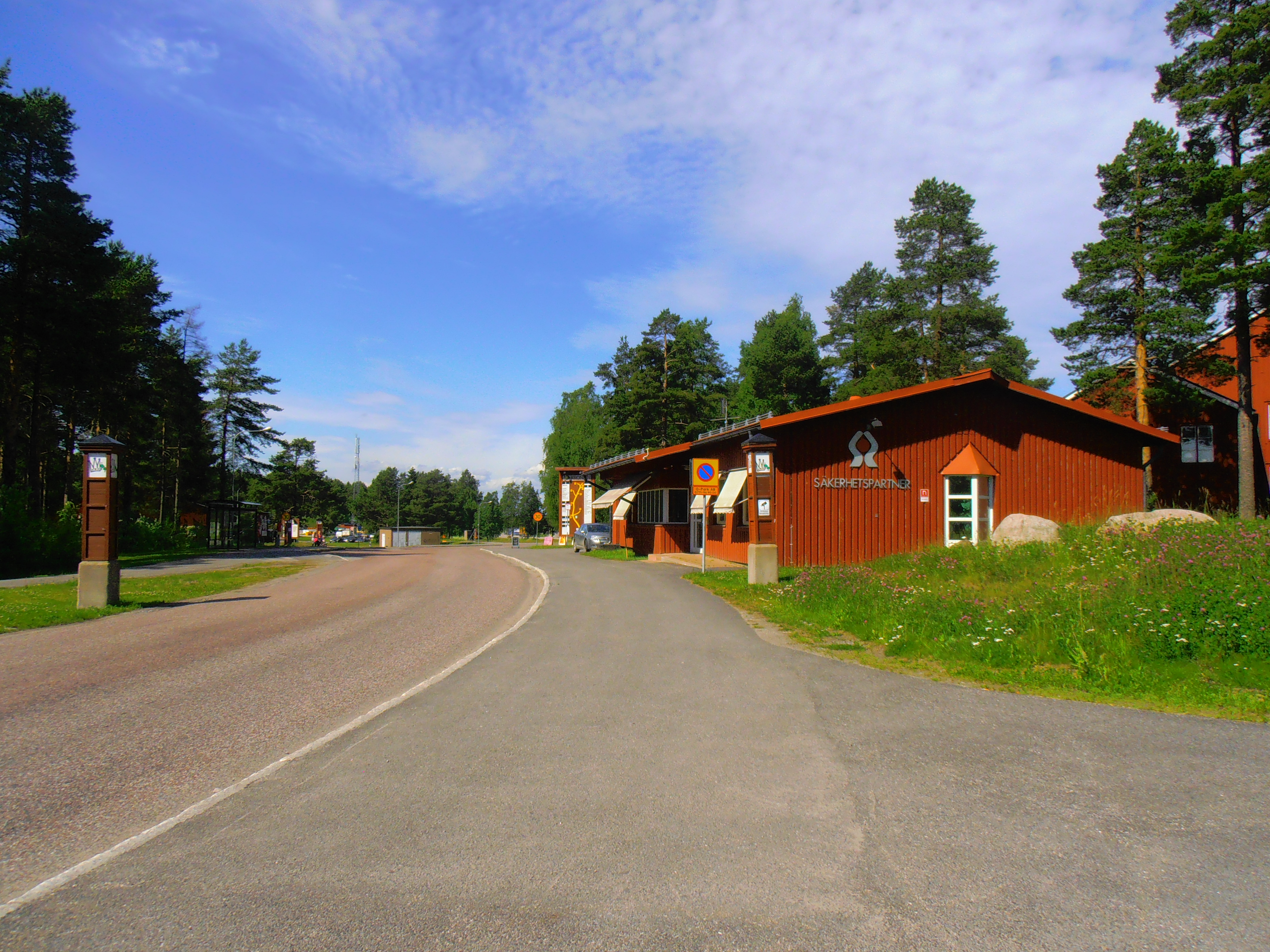
Infart till tidigare militärområde, stadsdelen Kronan.

I centrala Luleå norr om länsväg 595 mellan Lulsundet och Skurholmen uppfördes ett kasernområde för armén och luftvärnet. Området som stod färdigt 1944 kom att omfatta ett 40-tal olika byggnader, samma år flyttade Luleå luftvärnskår (Lv 7) in, efter att tidigare huserat i provisoriskt barackläger på Rektorsgatan 4. År 1978 ersattes det från 1945 uppförda truppserviceförrådet med ett nytt moderna och mer ändamålsenlig byggnad. År 1983 stod en ny kasern klar. Även övnings- och vårdhallen byggdes ut och stod färdig 1985.
Luftvärnet kom sedan att verka på platsen fram till 1992, då det genom försvarsutredning 1988 omlokaliserades till Bodens garnison. I samband med flytten och att förbandet tappade sin koppling till Luleå antogs namnet Norrlands luftvärnskår. Det gamla kasernetablissementet i Luleå, som lämnades helt den 30 juni 1992, omvandlades av Luleå kommun till företags- och kulturby under namnet Kronan. Under 2020-talet har området omvandlats till en ny stadsdel som kommer stå färdig helt 2030 och då bestå av närmre 2000 nya bostäder.

## Mjölkuddsberget
Mjölkuddsberget, öster om Haparandavägen, som under andra världskriget använts som en fästning, kom att omställas under 1960-talet till inhysa ledningscentraler för civilförsvaret och flygvapnets luftbevakning, samt stabsplats för marinen. Under 1980-talet omlokaliserades civilförsvaret till Näverberget, övertog armén och den så kallade ”Lulegruppen” dess plats i Mjölksuddsberget, vilket möjliggjorde att samtliga ledningsplatser i Luleå fick en skyddad stabsplats. Under 1990-talet utgick berget i försvarsmaktens freds- och krigsorganisation, och sedan 2001 ägs berget av Stadsberget Luleå AB, vilka har använt berget till odling av shiitake-svamp.

## Varvsgatan 41

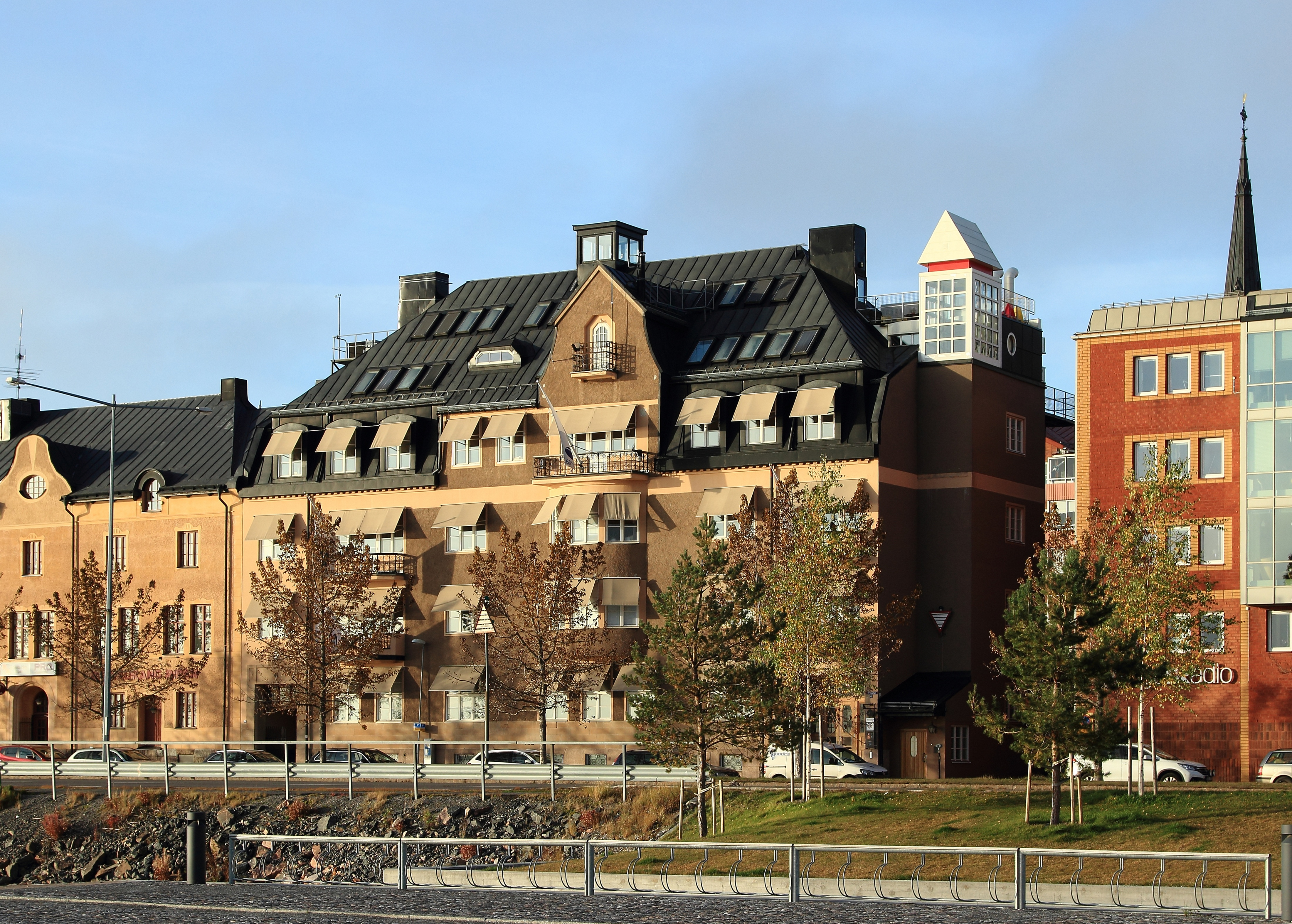
Före detta stabsbyggnad för Luleå marina bevakningsområde på Varvsgatan

I samband med att Luleå marina bevakningsområde bildades 1953, kom dess stab att förläggas till Varvsgatan 41 i Luleå. Fastigheten är uppförd 1918, och dess entré är prydd med Luleås stadsvapen ovanpå ett ankar. Byggnaden är troligtvis uppförd till Luleå kustposition, vilket bildades och förlades till staden 1914, för att sedan upplösas och avvecklas genom försvarsbeslutet 1925. Efter att förbandet upplöstes den 30 september 1983, lämnades byggnaden, och övergick till civilverksamhet.

## Notviken
Notviken har tagit namn efter havsviken söder om stadsdelen. Landtungan mellan Notviken och Gammelstadsviken kallades tidigare Kalvhalsen. Området har tillhört Luleå stad sedan 1600-talet. Norrbottens fältjägarkår och Norrbottens regemente hade sin övningsplats här under åren 1883–1907. Officersmässen flyttades senare till Skomakargatan i centrala Luleå och användes som Folkets hus, tills byggnaden brann ned i början av 2000-talet.